# Frettecuisse
Frettecuisse település Franciaországban, Somme megyében. Lakosainak száma 70 fő (2022. január 1.). Frettecuisse Fontaine-le-Sec, Saint-Maulvis, Aumâtre, Épaumesnil, Fresnoy-Andainville és Vergies községekkel határos.

## Népesség
A település népességének változása:
| Lakosok száma | 71   | 73   | 74   | 74   | 75   | 75   | 73   | 72   | 70   |
|               | 2013 | 2015 | 2016 | 2017 | 2018 | 2019 | 2020 | 2021 | 2022 |